# Zieleniewo (województwo kujawsko-pomorskie)
Zieleniewo – wieś w Polsce położona w województwie kujawsko-pomorskim, w powiecie włocławskim, w gminie Chodecz.
| SIMC    | Nazwa   | Rodzaj    |
| ------- | ------- | --------- |
| 1033579 | Działki | część wsi |

W latach 1975–1998 miejscowość należała administracyjnie do województwa włocławskiego. Według Narodowego Spisu Powszechnego (III 2011 r.) liczyła 136 mieszkańców. Jest trzynastą co do wielkości miejscowością gminy Chodecz.